# Nickende Distel
Die Nickende Distel (Carduus nutans), auch Bisamdistel genannt, ist eine Pflanzenart aus der Gattung Ringdisteln (Carduus) innerhalb der Familie der Korbblütler (Asteraceae).

## Beschreibung

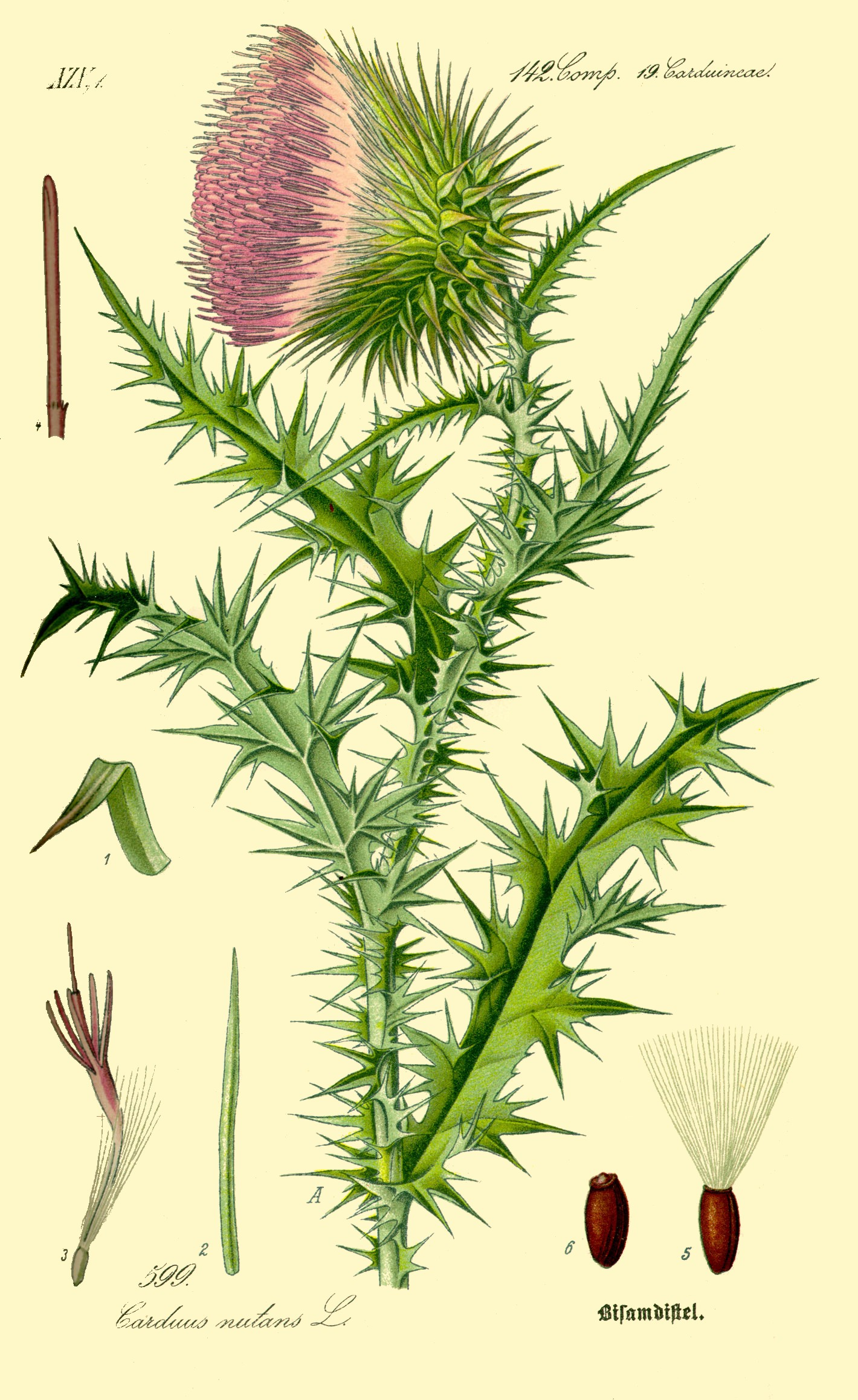
Illustration

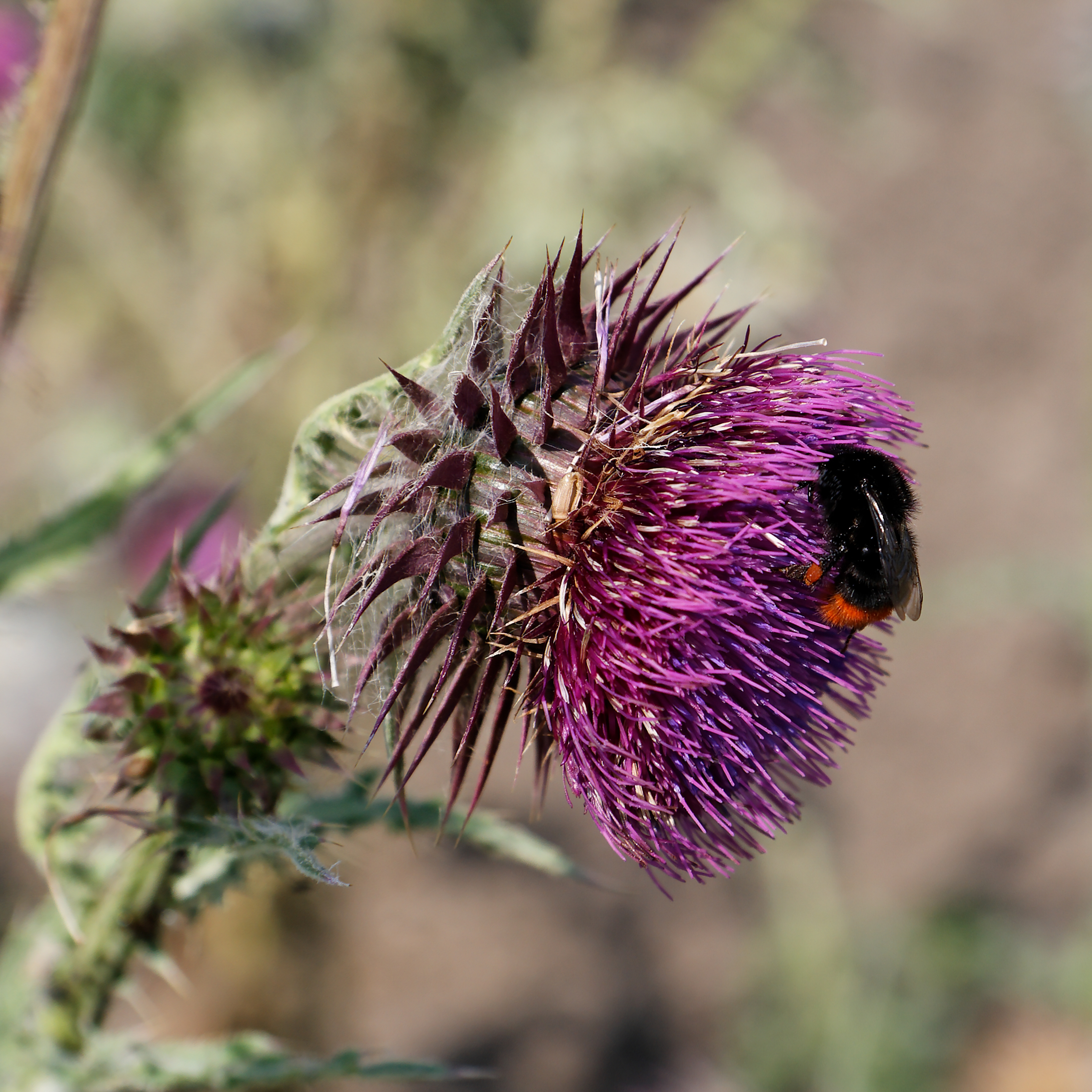
Blütenbesucher

### Vegetative Merkmale
Die Nickende Distel ist eine verzweigte, zweijährige krautige Pflanze, die Wuchshöhen von 30 bis 100 (selten bis 200) Zentimetern erreicht. Die Stängel sind aufrecht, einfach oder im oberen Teil relativ lang, einfach verzweigt. Die Stängel sind wie die Verzweigungen bis fast zum oberen Ende kraus und dornig geflügelt.
Die Laubblätter sind in einer grundständigen Rosette und wechselständig am Stängel verteilt angeordnet. Die grundständigen Blätter sind kurz gestielt; die Stängelblätter sind sitzend und breit am Stängel herablaufend. Der Blattrand ist stark bewehrt. Die Blattspreite sind im Umriss länglich bis lanzettlich, buchtig fiederspaltig. Die Blattoberseite ist kahl und die -unterseite ist auf den Blattnerven wollig behaart. Die Blattabschnitte sind zwei- bis fünfspaltig oder zwei- bis fünfzähnig und in einen langen Dorn ausgezogen.

### Generative Merkmale
Die Blütezeit reicht von Juli bis September.
Die Nickende Distel fällt durch ihre bei einem Durchmesser von 2 bis 6 Zentimetern fast kugeligen körbchenförmigen und oft nickenden Blütenstände auf. Die Hüllblätter oberhalb des eiförmigen Korbbodens sind eingeschnürt und dann meist mit starrer, zurückgebogener Stachelspitze versehen. Die Blütenkörbe enthalten über 100 süßlich duftende Röhrenblüten. Die fünf purpurroten Kronblätter sind zu einer etwa 1,5 Zentimeter langen Röhre verwachsen. Die fünf Staubblätter überragen meist die Kronröhre nicht. Der auf der Spitze rosa- bis lilafarbene Griffel überragt die Blütenkrone deutlich.
Die Achänen sind bleichgrün bis hellgrau, gerippt, 3 bis 4 Millimeter lang und haben einen 15 bis 20 Millimeter langen Pappus.
Die Chromosomenzahl beträgt 2n = 16.

## Ökologie
Bei der Nickende Distel handelt es sich um eine Halbrosettenpflanze, d. h. im ersten Jahr bildet sie eine Blattrosette aus, im zweiten Jahr einen Blütenstandsschaft und nach der Fruchtbildung stirbt sie ab.
Die Dornspitzen der Blätter dienen als Kondensationspunkte für zusätzliche Wassergewinnung an trockenen Standorten sowie als Fraßschutz gegen Weidetiere. Letzteres kann vor allem wegen der geringen Produktivkraft an sehr trockenen Standorten von Bedeutung sein.
Der Nektar steigt in der etwa 1 Zentimeter langen Kronröhre auf. Es findet reichlicher Insektenbesuch statt, besonders von langrüsseligen Hummeln und Faltern. Schwebfliegen fressen den Pollen.
Die Achänen besitzen einen hygroskopischen Pappus: Es handelt sich um Schirmchenflieger, Wasserhafter (bei feuchtem Wetter). Die Ausbreitung ist auch durch Ameisen oder bei Bearbeitung der Fruchtstände durch Distelfinken möglich. Die Früchte sind sehr ölreich. Die Fruchtreife ist von September bis Oktober.
Alle Disteln sind wichtige Nährpflanzen für Körnerfresser, sie sind deshalb durchaus auch „nützliche“ Ruderalpflanzen und für Wildpflanzengärten zu empfehlen.
Diese besonders schöne und auffällige Distelart breitet sich nicht selten auf Magerweiden aus, wenn der Viehbesatz für die Fläche zu hoch ist. Dann werden die übrigen Pflanzen tief abgegrast und nicht selten der Boden verwundet. Dadurch entstehen ideale Voraussetzungen für die Zunahme von Disteln, die das Vieh verschmäht.
Gallbildungen werden durch Urophora eriolepidis und Urophora solstitialis hervorgerufen. Die Nickende Distel ist Wirtspflanze für die Pilzarten Ophiobolus acuminatus, Pezizella micacea, Puccinia cirsii und Ustilago cardui.

## Vorkommen

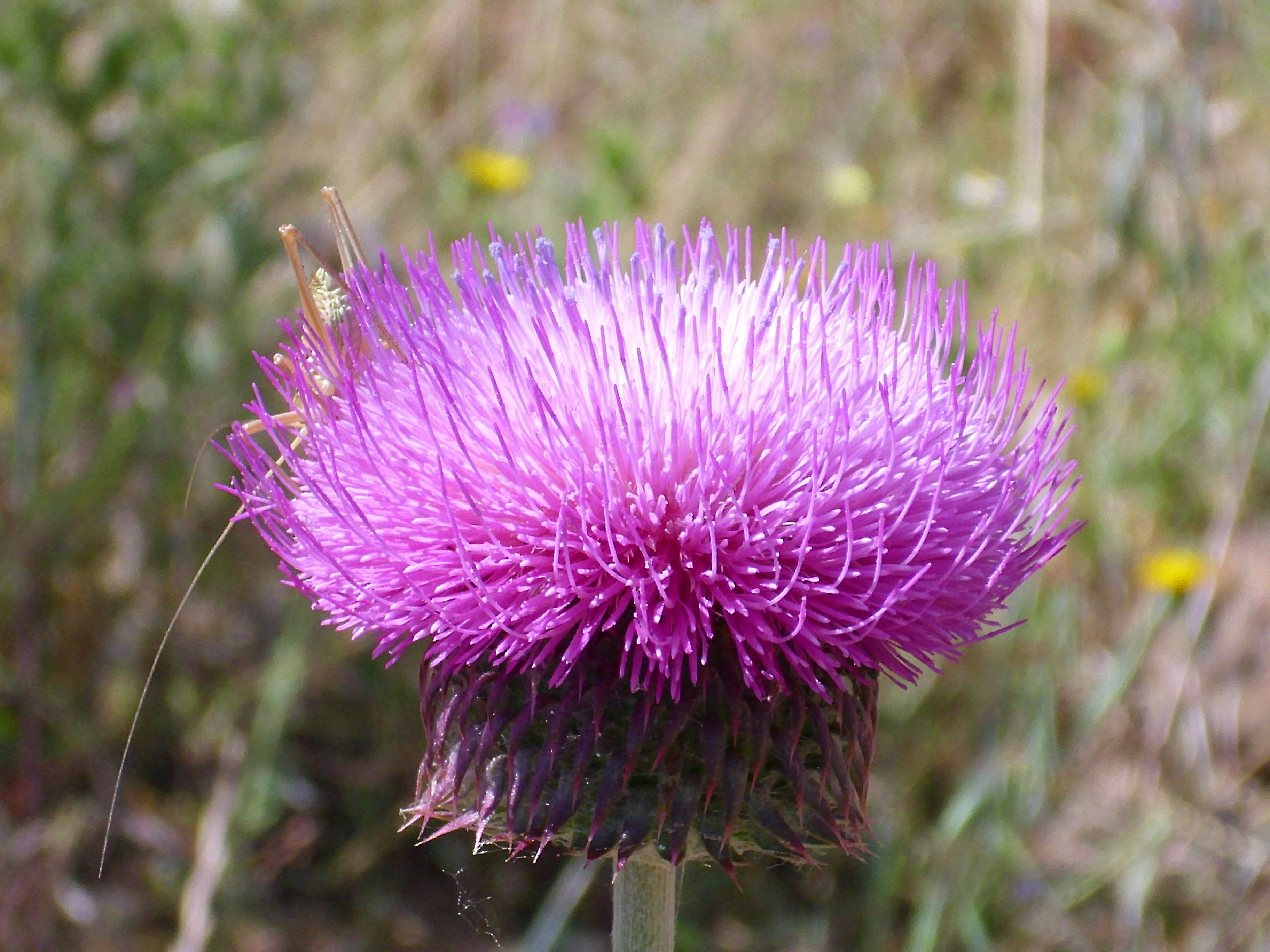
Blütenkorb von Carduus nutans subsp. granatensis mit zurückgebogenen Hüllblättern

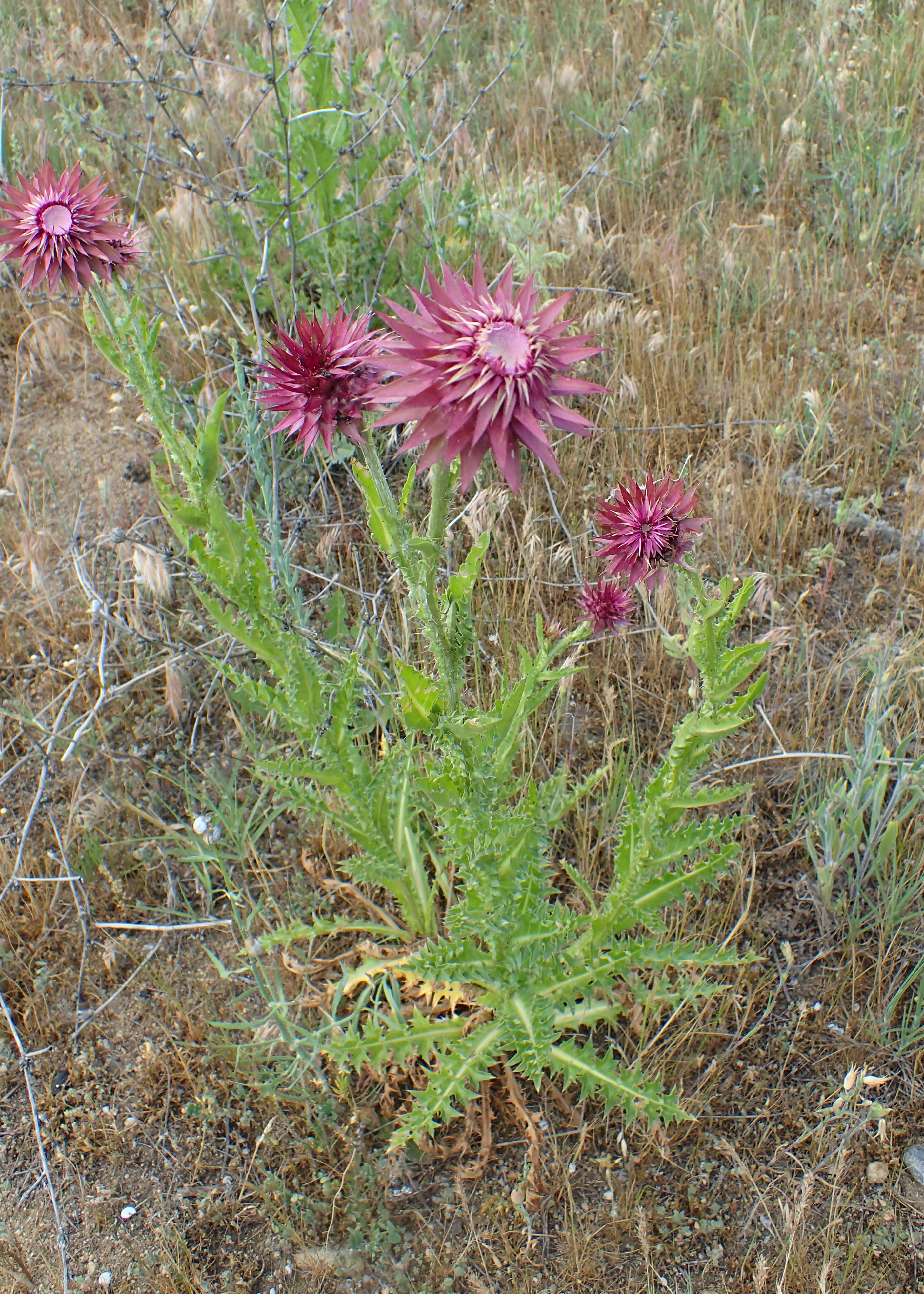
Carduus nutans subsp. leiophyllus

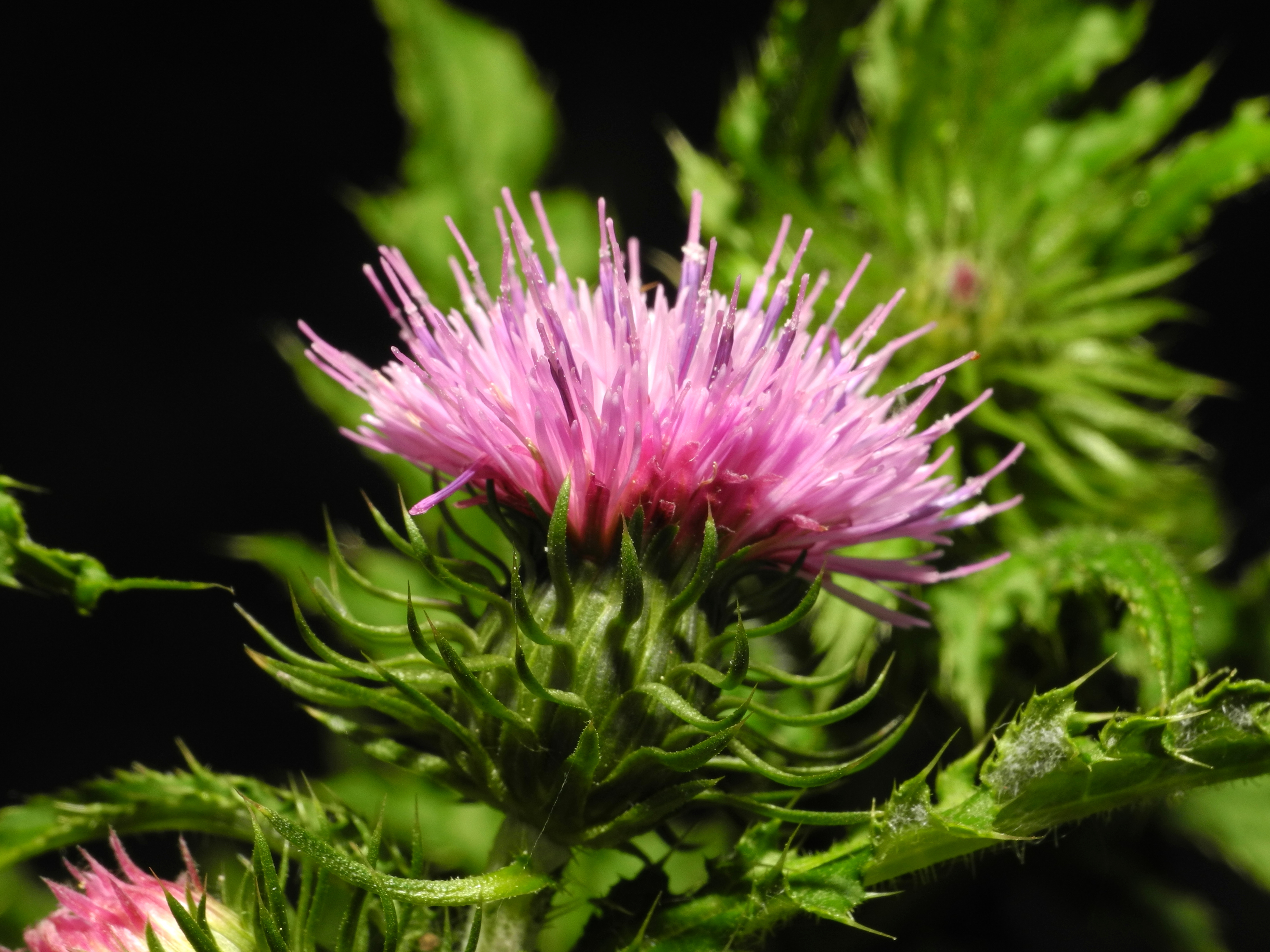
Carduus nutans subsp. platypus

Die Nickende Distel ist besonders im Mittelmeerraum weit verbreitet. Das gesamte Verbreitungsgebiet umfasst Süd-, Ost- und Mitteleuropa, Irland, Großbritannien, Nordafrika, Westasien, den Kaukasusraum, Zentralasien, Sibirien, China und die Mongolei. In Nordeuropa, im südlichen Afrika, in Nordamerika, Australien, Neuseeland und in Chile ist sie ein Neophyt.
In den Allgäuer Alpen steigt sie im Tiroler Teil am Weg von Elbigenalp zur Hermann-von-Barth-Hütte bis zu einer Höhenlage von 1480 Metern auf. Sie erreicht im Kanton Wallis die Höhe von 1600 Metern, im Engadin 1780 Meter und im Pfossental in Tirol 2068 Meter Meereshöhe.
Die Eigentliche Nick-Ringdistel (Carduus nutans subsp. nutans) ist in der Pannonischen Florenprovinz heimisch und tritt dort zerstreut auf; im restlichen Österreich ist sie eingebürgert und selten.
Man findet die Nickende Distel ziemlich häufig in offenen Wildkraut-Gesellschaften, an Wegen, Schutt- und Verladeplätzen, an Böschungen, in überbesetzten Magerrasen, auf sommerwarmen, meist kalkhaltigen Böden. Die Zeigerwerte nach Ellenberg weisen sie als Sonnenpflanze, Stickstoffzeiger und Verbandscharakterart der Eselsdistel-Gesellschaften (Eselsdistel Onopordum acanthium L.) aus.

## Systematik

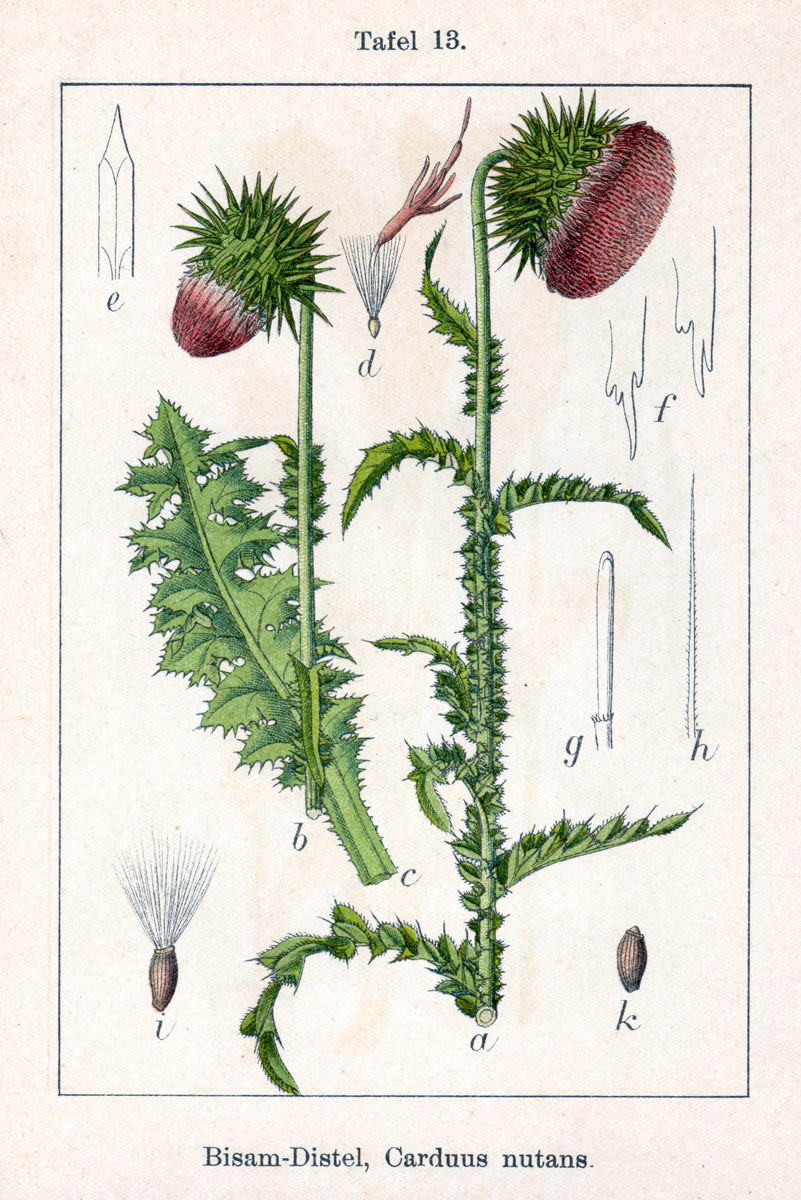
Illustration aus Sturm

Der Artname Carduus nutans wurde 1753 durch Carl von Linné in Species Plantarum, S. 821 erstveröffentlicht. Ein Synonym für Carduus nutans L. ist Carduus phyllolepis Willk.
Die weitverbreitete Carduus nutans ist bezüglich der Größe der Blütenstände und der Ausgestaltung der Hüllblätter und deren Behaarung äußerst formenreich. Je nach Autor gibt zahlreiche Unterarten von Carduus nutans:
- Alpine Nickende Distel (Carduus nutans subsp. alpicola (Gillot) Chass. & Arènes): Sie kommt in Frankreich, Deutschland, den Niederlanden und Italien vor.[6]
- Carduus nutans subsp. falcatoincurvus P.H.Davis: Sie kommt in der Türkei vor.[6]
- Carduus nutans subsp. granatensis (Willk.) O.Bolòs & Vigo: Sie kommt in Spanien vor.[6]
- Carduus nutans subsp. leiophyllus (Petrović) Stoj. & Stef.: Sie kommt in Mittel- und Südeuropa, in Osteuropa und Westasien vor.[6]
- Carduus nutans subsp. maurus (Emb. & Maire) Greuter: Sie kommt in Marokko vor.[6]
- Carduus nutans subsp. micropterus (Borbás) Hayek: Sie kommt in Italien und auf der Balkanhalbinsel vor.[6]
- Carduus nutans subsp. numidicus (Coss. & Durieu) Arènes: Sie kommt in Algerien vor.[6]
- Carduus nutans subsp. perspinosus (Fiori) Arènes: Sie kommt in Italien vor.[6]
- Gewöhnliche Nickende Distel (Carduus nutans L. subsp. nutans): Sie ist im gemäßigten Eurasien weitverbreitet. Die ökologischen Zeigerwerte nach Landolt et al. 2010 sind in der Schweiz für diese Unterart: Feuchtezahl F = 2w (mäßig trocken aber mäßig wechselnd), Lichtzahl L = 4 (hell), Reaktionszahl R = 4 (neutral bis basisch), Temperaturzahl T = 4 (kollin), Nährstoffzahl N = 4 (nährstoffreich), Kontinentalitätszahl K = 4 (subkontinental).[2]
- Breitschuppige Nickende Distel (Carduus nutans subsp. platylepis (Rchb. & Saut.) Nyman): Sie kommt in Frankreich, Deutschland, in der Schweiz, Italien, Österreich, Slowenien und Kroatien vor.[6] Die ökologischen Zeigerwerte nach Landolt et al. 2010 sind in der Schweiz für diese Unterart: Feuchtezahl F = 2w (mäßig trocken aber mäßig wechselnd), Lichtzahl L = 4 (hell), Reaktionszahl R = 3 (schwach sauer bis neutral), Temperaturzahl T = 3 (montan), Nährstoffzahl N = 4 (nährstoffreich), Kontinentalitätszahl K = 5 (kontinental).[2]
- Carduus nutans subsp. platypus (Lange) Greuter: Sie kommt in Portugal und Spanien vor.[6]
- Carduus nutans subsp. scabrisquamus Arènes (Syn.: Carduus macrocephalus Desf.): Sie kommt in Marokko, Algerien, Tunesien, in Italien, Sardinien, Kroatien, Albanien und Griechenland vor.[6]
- Carduus nutans subsp. siculus (Franco) Greuter: Dieser Endemit kommt nur auf Sizilien vor.[6]
- Carduus nutans subsp. subacaulis Arènes: Sie kommt in Marokko vor.[6]
- Carduus nutans subsp. taygeteus (Boiss. & Heldr.) Hayek: Sie kommt in Italien, auf der Balkanhalbinsel, auf Inseln in der Ägäis und in der Türkei vor.[6]
- Carduus nutans subsp. trojanus P.H.Davis: Sie kommt in der Türkei vor.[6]

## Trivialnamen
Für die Nickende Distel bestehen bzw. bestanden, zum Teil auch nur regional, auch die weiteren deutschsprachigen Trivialnamen: Eseldistel (Schlesien), Lusedizel und Hunnedizel (Göttingen).

## Blume des Jahres
Die Nickende Distel war 2008 die Blume des Jahres.